# Yandex
Yandex (en russe : Я́ндекс) est une entreprise russe, spécialisée notamment dans la recherche internet. Son moteur de recherche, basé à Moscou, fut créé en 1997 par Arkadi Voloj. La société mère de Yandex, Yandex N.V., est basée à Amsterdam aux Pays-Bas.
Selon une étude conjointe de TNS, FOM et Comcon, Yandex est le plus important et le plus utilisé des moteurs de recherches sur le réseau web russophone. Les instituts d'étude s'appuient notamment sur le taux d'audience et le nombre de recherches effectuées sur le moteur. En avril 2025, yandex.ru est le douzième site web le plus visité au monde.

## Histoire
La société créée en 1997 ne devient rentable qu'à partir de 2002 et, en 2004, elle est cédée pour 17 millions de dollars américains, ce qui représente dix fois le chiffre d'affaires de 2002. Le chiffre d'affaires de l'entreprise s'établit à 7 millions de dollars américains.
En Russie, en décembre 2013, Yandex, avec 62 % des requêtes de recherche, est préféré à Google (27 %).
À la suite d'accords avec la fondation Mozilla, Yandex est le moteur par défaut de Mozilla Firefox en Russie et en Turquie.
Le 13 octobre 2015, Microsoft signe un accord avec Yandex pour qu'il devienne le moteur par défaut de Microsoft Edge en Russie et en Turquie.
La société a également créé, en 2002, un moyen de payement électronique nommé Yandex.Money (Яндекс.Деньги, translittération : Yandeks.Den'gi) qui peut être utilisé pour des achats chez plus de 76 000 partenaires, dont différents sites internationaux tels qu'Aliexpress (Alibaba), Apple iTunes, Nintendo, ou encore Skype.
Depuis 2011, un service de traduction automatique nommé Yandex.Translate est proposé.
En juillet 2017, Uber fusionne ses activités en Russie et dans les pays de la Communauté des États indépendants avec Yandex.Taxi dans une nouvelle entité détenue à 59,3 % par Yandex et à 36,6 % par Uber.
L'assistant conversationnel de la société est nommé Alissa (en russe : Алиса).
En juillet 2019, la coentreprise entre Yandex et Uber, MLU BV, acquiert leur concurrent Везёт (Vezet).
En septembre 2020, Yandex annonce être entré en négociation pour acquérir la banque en ligne russe Tinkoff Bank pour 5,48 milliards de dollars.
En août 2021, Yandex acquiert la participation d'Uber dans certaines filiales de leur coentreprise pour 1 milliard de dollars.

### À la suite de la guerre en Ukraine
En date du 3 juin 2022, Arkadi Voloj donne sa démission du groupe après sanction le jour-même par l'Union européenne à la suite de l'invasion militaire de l'Ukraine.
En août 2022, Yandex annonce la vente de sa filiale spécialisée dans les actualités et de Zen, un site d'infodivertissement, à VKontakte, en échange Yandex acquiert la filiale de VK de livraison à domicile Delivery Club.
En novembre 2022, un projet de scission des activités de Yandex se dessine, dont l'objectif est de sauver Yandex des sanctions occidentales. Le groupe cèderait ses activités de VTC, de livraison de repas, son moteur de recherche et son navigateur internet à une entité russe. En revanche il se recentrerait sur les activités prometteuses : le cloud, la conduite autonome et l'apprentissage automatique, regroupées dans une entité occidentale. Cette entité occidentale serait distincte de l'entité russe et continuerait sa vie hors de contrôle du Yandex russe. Actuellement le siège social de Yandex se situe à Amsterdam et l'entreprise a des filiales en Europe et aux États-Unis. Les sanctions occidentales ont d'importantes répercussions sur la vie de l'entreprise russe.
En décembre 2022, un proche de Vladimir Poutine, Alexeï Koudrine est nommé à la tête de Yandex. Sa mission est de superviser le géant technologique russe à l'heure où l'on parle d'une scission de l'entreprise entre activités domestiques et internationales.
En mars 2024, les actionnaires revendent les activités du groupe en Russie, qui correspondent à la quasi-totalité du groupe pour l'équivalent de 4,8 milliards d'euros, payé en yuans, soit près de la moitié de sa valorisation récente, qui elle-même avait chuté à la suite de l'invasion de l'Ukraine,.

## Activité
Yandex a démarré en 1997 comme moteur de recherche mais a développé depuis plus de cinquante applications, telle que Yandex.eda (livraison de nourriture), Yandex.Taxi (partenariat avec Uber), Yandex Zen (article de presse).
Yandex met en place dans la plupart des pays d'Europe de l'Est un grand service de navigation virtuelle : Yandex.Panoramas.
La société investit dans différentes voies :
- les téléservices, relatifs à la médecine et à l'éducation ;
- la voiture autonome ;
- l'auto-partage en Europe : Moscou est déjà la ville européenne avec le plus grand nombre de voitures en libre-service[22]. En 2020, Yandex dispose d'une flotte de 20 000 voitures en autopartage à travers l'Europe ;
- Yandex.taxi, déjà présent dans 18 pays ;
- les smartphones, commercialisés depuis 2018 ;
- la logistique de distribution, faisant concurrence à Amazon.

### Yandex.games
Yandex.Games est la plateforme-Internet de jeu de la société Yandex. Elle permet de jouer via le navigateur à partir du bureau et des appareils mobiles.
En janvier 2022, le nombre de jeux faisant partie du catalogue a dépassé 10 000, et plus de 11 millions de personnes se sont mensuellement lancées dans le jeu.
70 % du temps passé sur la plateforme tombe sur les jeux à partir des appareils mobiles. Par ailleurs, 46 % du temps global tombe sur les jeux faciles gratuits.
La plateforme permet de gagner par publicité et achats integrés directement dans les jeux. La devise interne du service, à savoir «Yan», peut être utilisée dedans des jeux.
Les développeurs peuvent eux-mêmes rajouter leurs jeux dans le catalogue de la plateforme et les réviser ultérieurement. Tous les jeux sont soumis à la modération. Une des exigences clés consiste en intégration avec SDK de Yandex.Games, le support de HTTPS et du mode hors ligne Service Worker.
Les créateurs des jeux surveillent de près les mises à jour de la plateforme dans le blog. Les développeurs étrangers adaptent leurs jeux populaires à la langue russe. À titre d’exemple, une coopération mutuelle avec la société néerlandaise Azerion.
En vue de créer des sélections personnalisées, le service recourt à des évaluations d’utilisateurs et des opinions partagés. Les algorithmes compliqués offrent des jeux auxquels les utilisateurs ont déjà joués, soit ceux auxquels ils voudraient jouer Les jeux auxquels l’utilisateur joue le plus souvent sont lui disponibles sans se connecter à l'Internet.

## Liens avec le gouvernement russe
Yandex a été menacé à plusieurs reprises de nationalisation en Russie. Quoique son patron soit apolitique et coopère pleinement avec les exigences gouvernementales, il a dû s'engager à conserver pendant un certain temps 95 % de ses actions de l'entreprise, qui représentent en 2020 48 % des droits de vote.
Déjà en 2009, il a dû supprimer de sa page d'accueil une liste de blogs les plus fréquentés. Plus récemment, le gouvernement lui a demandé de présenter l'avis officiel en tête de la liste des réponses aux requêtes des internautes sur son moteur de recherche. Les pages web les plus hostiles au gouvernement ne sont pas indexées. Les services secrets possèdent les clés de chiffrement permettant de lire les messages des utilisateurs. La conséquence de cette situation a été une baisse de la confiance des utilisateurs, tant en Russie qu'à l'étranger, et une baisse des résultats de Yandex après 2018.
La participation de Yandex à la censure gouvernementale au sujet de l'invasion militaire russe de l’Ukraine est à l'origine de fortes tensions au sein de l'entreprise.

## Galerie

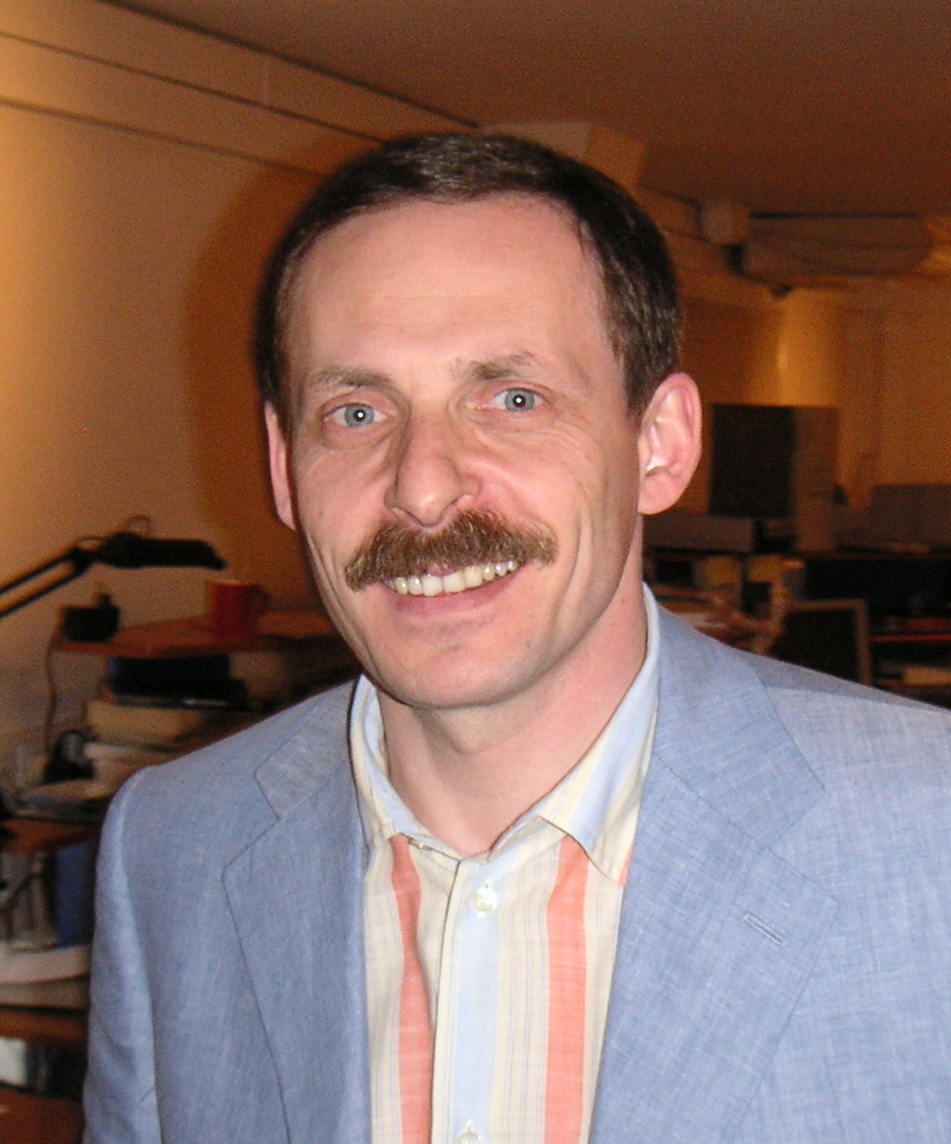
Arkadi Voloj.
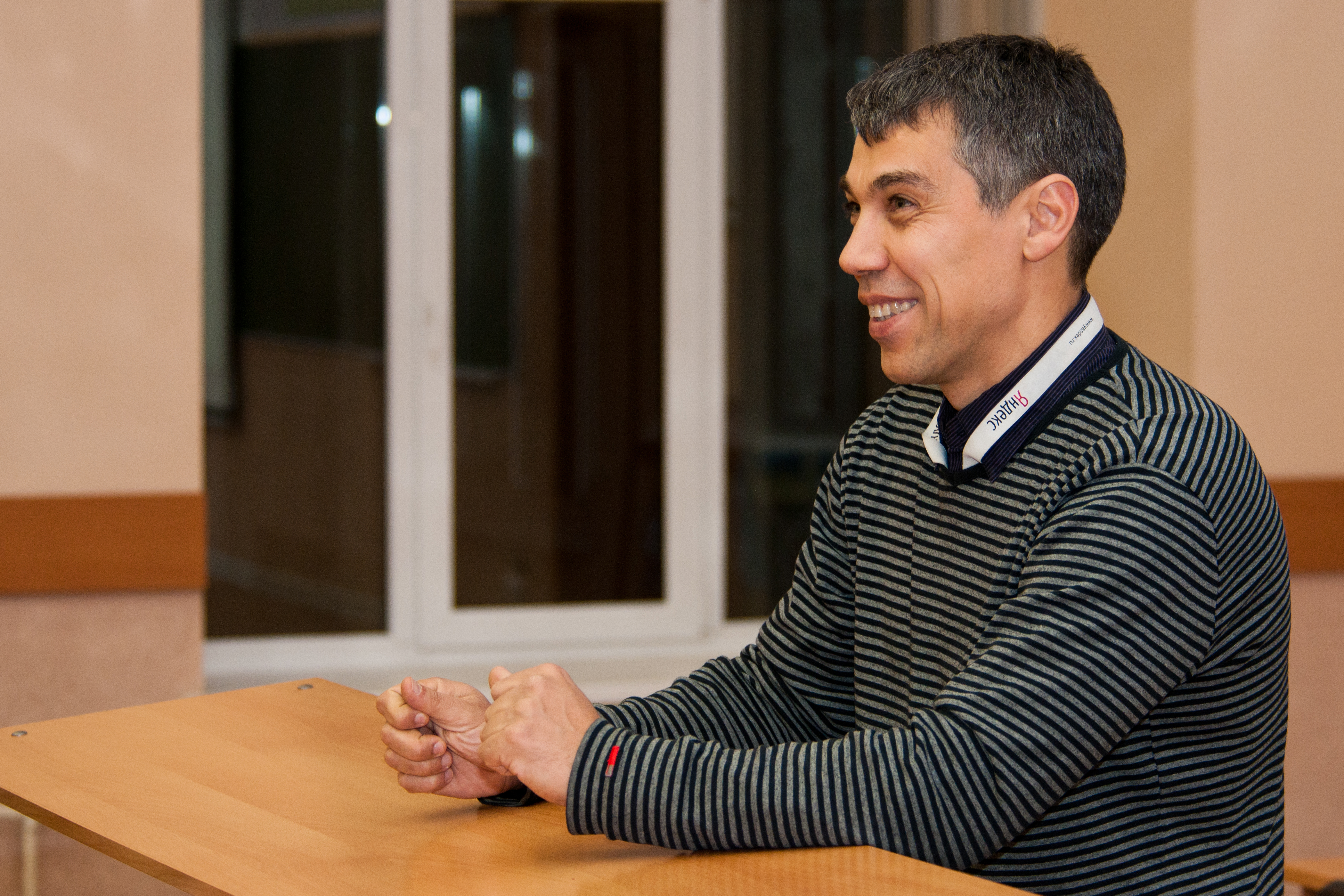
Ilia Segalovitch, CTO.
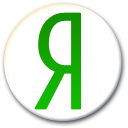
Icône Yandex Online.